# Керамик (футбольный клуб)
«Керамик» — украинский любительский футбольный клуб, который представляет город Барановка Житомирской области.

## Все сезоны на независимой Украине
| Сезон   | Чемпионат       | Чемпионат | Чемпионат | Чемпионат | Чемпионат | Чемпионат | Чемпионат | Чемпионат | Кубок        | Кубок | Кубок | Кубок | Кубок | Кубок | Кубок | Примечание                             |
| Сезон   | Лига            | Место     | И         | В         | Н         | П         | М         | О         | Этап         | И     | В     | Н     | П     | М     | О     | Примечание                             |
| ------- | --------------- | --------- | --------- | --------- | --------- | --------- | --------- | --------- | ------------ | ----- | ----- | ----- | ----- | ----- | ----- | -------------------------------------- |
| 1992/93 | —               | —         | —         | —         | —         | —         | —         | —         | 1/32 финала  | 2     | 1     | 0     | 1     | 2−4   | 2     |                                        |
| 1994/95 | Третья          | 10 с 22   | 42        | 20        | 5         | 17        | 46−52     | 65        | 1/16 финала  | 5     | 4     | 0     | 1     | 9−6   | 8     |                                        |
| 1995/96 | Вторая Группа А | 13 с 22   | 40        | 18        | 5         | 17        | 38-41     | 59        | 1/32 финала  | 3     | 1     | 1     | 1     | 1−2   | 3     |                                        |
| 1996/97 | Вторая Группа А | 16 с 16   | 30        | 4         | 4         | 22        | 15−27     | 16        | 1/128 финала | 1     | 0     | 0     | 1     | 0−1   | 0     | Снялся с соревнований после 1-го круга |
| Всего   | Третья          | 1 сезон   | 42        | 20        | 5         | 17        | 46−52     | 45        | >4 сезона    | 11    | 6     | 1     | 4     | 12−13 | 13    |                                        |
| Всего   | Вторая          | 2 сезона  | 70        | 22        | 9         | 39        | 53−68     | 53        |              |       |       |       |       |       |       |                                        |

## Достижения
- Серебряный призёр Третьей зоны любительской лиги 1992—1993
- Серебряный призёр Второй зоны любительской лиги 1993—1994
- Чемпионат Житомирской области:
  -  Чемпион: 1990, 1992, 1993
  -  Серебряный призер: 1991
  -  Бронзовый призер: 1998
- Кубок Житомирской области:
  - Обладатель: 1992
  - Финалист: 1998, 1999